# Los derechos de las mujeres son derechos humanos

La Primera Dama de los Estados Unidos, Hillary Rodham Clinton, durante su discurso en Beijing, China.

"Los derechos de las mujeres son derechos humanos" (en inglés: Women's rights are human rights) es una frase utilizada en el movimiento feminista. La frase empezó a utilizarse por primera vez en la década de 1980 y principios de la de 1990. Su uso más destacado fue durante un discurso pronunciado por Hillary Rodham Clinton, la primera dama de los Estados Unidos, el 5 de septiembre de 1995, en la Cuarta Conferencia Mundial sobre la Mujer de las Naciones Unidas en Beijing. En su intervención buscó vincular estrechamente la noción de derechos de la mujer con la de derechos humanos. En el discurso, Clinton pronunció en concreto la frase: "los derechos humanos son derechos de la mujer y los derechos de las mujeres son derechos humanos".

## Primeros usos
La reivindicación de que "los derechos de las mujeres son derechos humanos" fue expresada por primera vez con diferentes frases por las abolicionistas y protofeministas Sarah Moore Grimké y Angelina Grimké Weld a finales de la década de 1830. En su serie de Cartas sobre la igualdad de sexos, Sarah Moore Grimké escribe: "En consecuencia, no sé nada de los derechos del hombre ni de los derechos de la mujer; los derechos humanos son todo lo que reconozco". Una expresión similar es utilizada por su hermana, Angelina Grimké Weld, en sus discursos y cartas personales. En una carta a su amiga Jane Smith escribe, "todo lo que es moralmente correcto para un hombre, es moralmente correcto para una mujer". No reconocí más derechos que los derechos humanos "
La frase "los derechos de las mujeres son derechos humanos" se usó de manera intermitente durante la década de 1980 y la primera mitad de la de 1990, antes del discurso de Clinton. En 1984, el diario The New York Times citó a la directora de la Comisión de Derechos Humanos de la ciudad de Nueva York, Marcella Maxwell, usando esta frase en una conversación. Fue utilizado nuevamente en 1985 por Cecilia Medina, una destacada jurista chilena, en un artículo fundamental sobre el feminismo. El título de su trabajo fue 'Los derechos de las mujeres como derechos humanos: los países de América Latina y la Organización de Estados Americanos (OEA)'. Al articular la idea histórica, Medina escribió: "Como consecuencia lógica del hecho de que los derechos de las mujeres son derechos humanos, el feminismo, en teoría, es un movimiento para lograr una sociedad democrática, sin la cual los derechos humanos no pueden disfrutarse plenamente".
El político canadiense Ed Broadbent, director del Centro Internacional para los Derechos Humanos y el Desarrollo Democrático, utilizó la frase en una entrevista con el Calgary Herald en enero de 1993 afirmando: "Si creemos como sociedad que los derechos de las mujeres son derechos humanos, entonces es hora de dejar de discriminar a las mujeres en la política de refugiados". La frase fue utilizada también por Laurel Fletcher durante un simposio de derecho internacional de 1993 llamado Violaciones de los derechos humanos contra las mujeres, cuya versión editada fue publicada por Fletcher, Allyn Taylor y Joan Fitzpatrick en 1994 El artículo 3 de la Carta de Derechos Humanos de Malasia, publicada en diciembre de 1994 por varias organizaciones no gubernamentales, comienza con la frase "Los derechos de la mujer son derechos humanos".

## Discurso de Clinton
Al planificar su discurso, Clinton, de 47 años, desafió tanto la presión interna de la administración como la presión externa china para suavizar sus comentarios. El Departamento de Estado de Estados Unidos y la Agencia de Seguridad Nacional intentaron disuadirla con el argumento de que irritaría a las autoridades chinas. Si bien el presidente Bill Clinton había visto el discurso de antemano, sus asistentes no, y el jefe de gabinete de la Casa Blanca, Thomas McLarty, tenía la impresión de que no diría nada nuevo o controvertido. Algunos activistas de derechos humanos también se opusieron a que Clinton hablara en China, por temor a que legitimara a ese gobierno, y una condición del Departamento de Estado era que el activista de derechos humanos chino Harry Wu fuera liberado antes de que ella compareciera, lo cual fue así. Algunos portavoces de grupos católicos criticaron la cumbre considerándola "anti-familia" mientras que algunos conservadores ideológicos señalaron que Clinton tenía la intención de impulsar una "agenda feminista radical".
Cecilia Medina formó parte del Comité de Derechos Humanos de las Naciones Unidas en 1995 y, por lo tanto, pudo quizás haber influido en el discurso. 
Clinton pronunció su discurso el 5 de septiembre de 1995 en una gran sala de las conferencias. En él denunció las prácticas de abuso contra las mujeres en todo el mundo y en la propia China. Dirigiéndose a gobiernos y organizaciones, así como a mujeres individuales, afirmó su creencia de que los problemas que enfrentan las mujeres y las niñas a menudo son ignorados o "silenciados" y, por lo tanto, no se resuelven. En el discurso se mencionó específicamente las muertes por dote y la política de un solo hijo de China.
Clinton declaró "que ya no es aceptable discutir los derechos de las mujeres por separado de los derechos humanos". Delegaciones de más de 180 países la escucharon decir:

"Si hay un mensaje que hace eco más allá de esta conferencia, es que los derechos humanos son derechos de la mujer y los derechos de las mujeres son derechos humanos, de una vez por todas".

Ella siguió esto diciendo: "Mientras la discriminación y las desigualdades sigan siendo tan comunes en todo el mundo, mientras las niñas y las mujeres sean valoradas menos, alimentadas menos, sean las últimas, trabajen en exceso, estén mal pagadas, no estén escolarizadas, sean sometidas a violencia dentro y fuera de sus hogares: el potencial de la familia humana para crear un mundo pacífico y próspero no se hará realidad".  Varias de las mujeres delegadas en la conferencia golpearon las mesas y vitorearon mientras hablaba. 
A la ciudadanía de China no se le permitió asistir al discurso, y la intervención fue censurada en la radio y la televisión chinas.
El discurso recibió una destacada atención de los medios de comunicación. El presentador de NBC News , Tom Brokaw, dijo: "A su manera, dio un golpe directo a los chinos", mientras que la corresponsal de la cadena, Andrea Mitchell, apuntó que era "muy inusual" que una primera dama de Estados Unidos participara en este tipo de actividad diplomática significativa. El New York Times dijo que Clinton habló "con más fuerza sobre los derechos humanos que cualquier dignatario estadounidense en suelo chino".

## Legado
El discurso se considera influyente en el movimiento de defensa de los derechos de las mujeres. Específicamente, está considerado como un momento clave en el empoderamiento de las mujeres. Años después, mujeres de todo el mundo recuperan las frases clave de Clinton.
El discurso fue catalogado como el número 35 en los 100 mejores discursos del siglo XX de American Rhetoric (enumerados por rango).
En 2011, Clinton adoptó una posición similar sobre los derechos LGBT en un discurso ante las Naciones Unidas en el Día Internacional de los Derechos Humanos, declarando que "los derechos de los homosexuales son derechos humanos y los derechos humanos son derechos de los homosexuales".
En 2013, después de la época de Clinton como secretaria de Estado de Estados Unidos, Clinton dirigió una revisión en la Iniciativa Global Clinton sobre cómo han cambiado los derechos de las mujeres desde su discurso de 1995. Llegó a la conclusión de que se habían logrado avances para las niñas en la educación y para las mujeres y las niñas en la atención médica, pero que las mujeres de todo el mundo todavía sufrían debido a la falta de derechos políticos y las vulnerabilidades de seguridad. En palabras de Clinton: "Es un escenario de vasos medio llenos". 
En el vigésimo aniversario del discurso en 2015 hubo más retrospectivas sobre él y se escucharon críticas al discurso, como la del abogado Bruce Fein, que señaló: "Ella hizo una declaración en Beijing que no fue muy profunda: que las mujeres son seres humanos".
El discurso y la frase se convirtieron en un punto focal de la campaña presidencial de Clinton en 2016 y se imprimieron camisetas con la frase "los derechos de las mujeres son derechos humanos" en referencia a su discurso. La campaña también incluyó bolsas con la frase completa "Los derechos humanos son derechos de las mujeres y los derechos de las mujeres son derechos humanos" impresa en seis idiomas. Además, la campaña vendió una camiseta de Tory Burch con la frase "los derechos de las mujeres son derechos humanos..." en mayúsculas. La campaña también creó referencias fotográficas y exhibiciones de elementos necesarios para cinco disfraces de Halloween, incluido "'Los derechos de las mujeres son derechos humanos. Hillary.".
En el video musical de 2016 de Jennifer Lopez para su canción "Ain't Your Mama ", se puede escuchar una muestra de Clinton dando parte de su discurso, específicamente, "Los derechos humanos son derechos de la mujer y los derechos de las mujeres son derechos humanos, de una vez por todas."
En 2017, para el Día Internacional de la Mujer, Madonna lanzó un cortometraje titulado Her-Story ; termina con el mensaje "Los derechos de las mujeres son derechos humanos".
Como lo demuestra la médica Leslie Regan en The Journal of Sexual Medicine, la frase sigue siendo relevante en el discurso político en la década de 2010, específicamente en lo que respecta a la discusión de políticas sobre salud sexual y derechos reproductivos de las mujeres.